# Ashoknagar, Yadgir
Ashoknagar là một làng thuộc tehsil Yadgir, huyện Gulbarga, bang Karnataka, Ấn Độ.